# Lenchen Kunow
Lenchen Kunow (* 12. April 1911 in Uelzen; † 30. Oktober 1989 in Großburgwedel) war eine deutsche Sport-Funktionärin und Autorin.

## Leben
Lenchen Kunow erwarb sich in der Zeit nach dem Zweiten Weltkrieg Verdienste insbesondere um die Sporterziehung, schwerpunktmäßig des Frauensports. Sie entwickelte unter anderem den Lüneburger Stegel. 1949 war Kunow die erste Landesfrauenwartin im Niedersächsischen Turner-Bund (NTB), wurde dort 5 Jahre später 1954 Landesfrauenturnwart. Ab den 1950er Jahren verfasste sie – gemeinsam mit Friedrich Preugschat – mehrere Sport-Bücher. 1956 wurde auf ihr Wirken hin das Gymnastikabzeichen in Niedersachsen eingeführt.
1972 wurde Lenchen Kunow stellvertretende Vorsitzende des NTB, 1978 dessen Ehrenmitglied.
Posthum wurde die Sportfunktionärin geehrt mit dem im Jahr 1999 angelegten Lenchen-Kunow-Weg in Hannover, Stadtteil Bothfeld.

## Schriften
Lenchen Kunow war Co-Autorin mit zum Teil mehreren Auflagen folgender Titel:
- Lenchen Kunow, Friedrich Preugschat: Bewegungserziehung in der Landschule, in der Reihe Beihefte des Instituts für Film und Bild in Wissenschaft und Unterricht, München, Folge 517, Seebruck am Chiemsee 1959: Heering
- Lenchen Kunow, Friedrich Preugschat: Neuzeitliche Leibeserziehung in der Landschule. Frankfurt am Main 1960.
- Lenchen Kunow, Friedrich Preugschat: Wir turnen am Lüneburger Stegel, mit Zeichnungen von Karlheinz Grindler, in der Reihe Limpert Fachbücher, Frankfurt am Main; Wien 1963: Limpert
- Lenchen Kunow, Friedrich Preugschat: Ejercicios en las barras de equilibrio, spanischsprachige Ausgabe von Wir turnen am Lüneburger Stegel, Buenos Aires 1971: Editorial Kapelusz